# Dália Cunha
Dália Vieirinho da Cunha Sammer (Lisboa, 26 de dezembro de 1928 – 19 de outubro de 2022) foi uma ginasta portuguesa.

## Biografia
Dália Cunha nasceu a 26 de dezembro de 1928 em Lisboa, e é considerada uma das pioneiras da ginástica olímpica portuguesa. Juntamente com a sua irmã Natália Cunha e Silva, reforçaram a equipa de atletismo feminino do Sporting Clube de Portugal em 1946.
Foi campeã de Portugal no lançamento de peso nas épocas de 1946 e 1947, e campeã de Lisboa nos 80m barreiras, no salto em altura e no lançamento de peso. A 10 de julho de 1948 estabeleceu um novo máximo nacional do lançamento do peso, com a marca de 9,73 m, um recorde que perduraria durante 12 anos, e que lhe valeu um dos três títulos de Campeã Regional que conquistou nesse ano. É de realçar que Dália Cunha era uma desportista eclética.
Como ginasta, representou o Ginásio Clube Português, e nesta modalidade tornou-se uma das primeiras portuguesas a participar nos Jogos Olímpicos, marcando presença nos Jogos Olímpicos de Verão de 1952 em Helsínquia, juntamente com Maria Laura Amorim e a sua irmã Natália Cunha e Silva, alcançando o 109º lugar entre 159 atletas. Foi acompanhada por Joseph Sammer, o seu treinador e namorado, um alemão com quem casaria mais tarde. Voltou a participar nos Jogos Olímpicos de Verão de 1960, em Roma, repetindo a mesma posição que alcançou oito anos antes.
Foi ainda campeã de ciclismo, patinadora e praticante de saltos acrobáticos, pelo que nessa altura era a desportista portuguesa com mais popularidade. Na sua extensa lista de atividades estavam também o esqui, o toureio a pé e a cavalo, o automobilismo e a pilotagem de aviões. Posteriormente desenvolveu carreira de treinadora na Física de Torres Vedras.
Faleceu a 19 de outubro de 2022 aos 93 anos, segundo anunciou o Comité Olímpico de Portugal.